# Tom McMillen
Charles Thomas "Tom" McMillen (Elmira, Nueva York, 26 de mayo de 1952) es un exjugador de baloncesto estadounidense que jugó 11 temporadas en la NBA y una más en la liga italiana. Con 2,11 metros de altura, lo hacía en la posición de ala-pívot. Tras dejar atrás la actividad deportiva, fue congresista del Partido Demócrata por Maryland entre 1987 y 1993.

## Trayectoria deportiva

### Universidad
Jugó durante cuatro temporadas con los Terrapins de la Universidad de Maryland, en las que promedió 20,5 puntos y 9,8 rebotes por partido. En 1972 consiguió con su equipo el NIT, anotando 92 puntos en los 4 partidos que disputó, siendo elegido mejor jugador del torneo. Consiguió además, ese año y al siguiente, ser incluido en el mejor quinteto de la Atlantic Coast Conference. En sus tres últimas temporadas fue además incluido en el tercer mejor quinteto All-American.

### Selección nacional
Fue convocado con la selección de baloncesto de Estados Unidos que compitió en los Juegos Olímpicos de Múnich 1972, en los que ganaron la medalla de plata. Jugó nueve partidos, en los que promedió 6,7 puntos.

### Profesional
A pesar de que fue elegido en el Draft de la ABA de 1974 por los Virginia Squires, fue también elegido en la novena posición del Draft de la NBA de 1974 por Buffalo Braves, pero decidió ir a jugar una temporada a la Sinudyne Bologna de la liga italiana. Tras regresar, jugó temporada y media con los Braves antes de ser traspasado a New York Knicks junto con Bob McAdoo a cambio de John Gianelli y dinero. Al término de la temporada fue nuevamente traspasado, esta vez a Atlanta Hawks a cambio de una futura segunda ronda del draft.
En los Hawks tuvo por fin continuidad, siendo su mejor temporada la primera, la 1977-78, en la que promedió 9,9 puntos y 6,1 rebotes por partido. Jugó 5 temporadas más en Atlanta, alternándose en la pista con Dan Roundfield, hasta que en la temporada 1983-84 fue traspasado a Washington Bullets a cambio de Randy Wittman. Allí fue suplente de un joven Rick Mahorn, disputando tres temporadas a un buen nivel antes de retirarse definitivamente.

## Estadísticas de su carrera en la NBA

### Temporada regular
| Temporada | Edad | Equipo             | Liga | P   | TIT | MIN  | TC  | TCA | %TC  | 3P  | 3PA | %3P  | TL  | TLA | %TL  | R.OF. | R.DEF. | REB | ASIS | ROB | TAP | PER | FP  | PTS |
| 1975-76   | 23   | Buffalo Braves     | NBA  | 50  |     | 14.2 | 1.9 | 4.4 | .432 |     |     |      | 0.8 | 1.1 | .759 | 1.3   | 2.4    | 3.7 | 1.4  | 0.1 | 0.1 |     | 1.7 | 4.7 |
| 1976-77   | 24   | TOTAL              | NBA  | 76  |     | 19.6 | 3.6 | 7.4 | .487 |     |     |      | 1.3 | 1.6 | .780 | 1.5   | 3.6    | 5.1 | 0.9  | 0.1 | 0.1 |     | 2.1 | 8.5 |
| 1976-77   | 24   | Buffalo Braves     | NBA  | 20  |     | 13.5 | 2.3 | 4.6 | .489 |     |     |      | 1.3 | 1.8 | .722 | 1.5   | 2.2    | 3.6 | 0.8  | 0.1 | 0.1 |     | 1.5 | 5.8 |
| 1976-77   | 24   | New York Knicks    | NBA  | 56  |     | 21.8 | 4.1 | 8.4 | .486 |     |     |      | 1.3 | 1.6 | .805 | 1.5   | 4.1    | 5.7 | 0.9  | 0.2 | 0.1 |     | 2.4 | 9.4 |
| 1977-78   | 25   | Atlanta Hawks      | NBA  | 68  |     | 24.8 | 4.1 | 8.4 | .493 |     |     |      | 1.7 | 2.1 | .800 | 2.2   | 3.9    | 6.1 | 1.2  | 0.5 | 0.2 | 1.6 | 3.4 | 9.9 |
| 1978-79   | 26   | Atlanta Hawks      | NBA  | 82  |     | 17.0 | 2.8 | 6.1 | .466 |     |     |      | 1.3 | 1.5 | .891 | 1.6   | 2.5    | 4.0 | 0.8  | 0.2 | 0.4 | 1.1 | 2.6 | 7.0 |
| 1979-80   | 27   | Atlanta Hawks      | NBA  | 53  |     | 20.2 | 3.6 | 7.2 | .500 | 0.0 | 0.0 | .000 | 1.5 | 2.0 | .757 | 1.3   | 2.8    | 4.2 | 1.2  | 0.7 | 0.3 | 1.2 | 2.4 | 8.7 |
| 1980-81   | 28   | Atlanta Hawks      | NBA  | 79  |     | 19.8 | 3.2 | 6.6 | .487 | 0.0 | 0.1 | .167 | 1.0 | 1.4 | .741 | 1.2   | 2.5    | 3.7 | 0.9  | 0.3 | 0.3 | 1.0 | 2.1 | 7.4 |
| 1981-82   | 29   | Atlanta Hawks      | NBA  | 73  | 23  | 24.5 | 4.0 | 7.8 | .509 | 0.0 | 0.0 | .333 | 1.9 | 2.3 | .824 | 1.4   | 3.2    | 4.6 | 1.8  | 0.3 | 0.3 | 1.7 | 2.8 | 9.9 |
| 1982-83   | 30   | Atlanta Hawks      | NBA  | 61  | 4   | 22.4 | 3.2 | 7.0 | .467 | 0.0 | 0.0 | .000 | 1.8 | 2.2 | .812 | 0.9   | 2.6    | 3.6 | 1.2  | 0.3 | 0.4 | 1.3 | 2.3 | 8.3 |
| 1983-84   | 31   | Washington Bullets | NBA  | 62  | 5   | 20.9 | 3.6 | 7.2 | .497 | 0.0 | 0.1 | .167 | 2.0 | 2.5 | .814 | 1.0   | 2.2    | 3.2 | 1.2  | 0.2 | 0.3 | 1.1 | 2.6 | 9.2 |
| 1984-85   | 32   | Washington Bullets | NBA  | 69  | 21  | 22.4 | 3.7 | 7.7 | .472 | 0.0 | 0.1 | .000 | 1.6 | 2.0 | .830 | 0.9   | 2.1    | 3.0 | 0.8  | 0.1 | 0.2 | 0.6 | 2.4 | 8.9 |
| 1985-86   | 33   | Washington Bullets | NBA  | 56  | 1   | 15.4 | 2.3 | 5.1 | .460 | 0.0 | 0.1 | .000 | 1.1 | 1.4 | .810 | 0.8   | 1.2    | 2.0 | 0.6  | 0.2 | 0.2 | 0.6 | 1.5 | 5.8 |
| Total     |      |                    | NBA  | 729 | 54  | 20.3 | 3.3 | 6.9 | .483 | 0.0 | 0.1 | .120 | 1.5 | 1.8 | .806 | 1.3   | 2.7    | 4.0 | 1.1  | 0.3 | 0.3 | 1.1 | 2.4 | 8.1 |

### Playoffs
| Temporada | Edad | Equipo             | Liga | P  | MIN | TCA | TC  | 3PA | 3P | TLA | TL | R.OF. | REB | ASIS | ROB | TAP | PER | FP | PTS | %TC  | %3P  | %FT   | MIN  | PTS  | REB  | AST |
| 1975-76   | 23   | Buffalo Braves     | NBA  | 1  | 3   | 1   | 2   |     |    | 0   | 0  | 1     | 1   | 0    | 0   | 0   |     | 1  | 2   | .500 |      |       | 3.0  | 2.0  | 1.0  | 0.0 |
| 1977-78   | 25   | Atlanta Hawks      | NBA  | 2  | 75  | 13  | 23  |     |    | 0   | 0  | 7     | 22  | 1    | 1   | 0   | 3   | 9  | 26  | .565 |      |       | 37.5 | 13.0 | 11.0 | 0.5 |
| 1978-79   | 26   | Atlanta Hawks      | NBA  | 9  | 163 | 20  | 46  |     |    | 16  | 19 | 14    | 34  | 7    | 2   | 1   | 8   | 21 | 56  | .435 |      | .842  | 18.1 | 6.2  | 3.8  | 0.8 |
| 1981-82   | 29   | Atlanta Hawks      | NBA  | 2  | 47  | 8   | 13  | 0   | 0  | 4   | 6  | 0     | 7   | 1    | 3   | 0   | 3   | 5  | 20  | .615 |      | .667  | 23.5 | 10.0 | 3.5  | 0.5 |
| 1982-83   | 30   | Atlanta Hawks      | NBA  | 3  | 39  | 4   | 12  | 0   | 0  | 2   | 2  | 3     | 7   | 2    | 1   | 2   | 3   | 5  | 10  | .333 |      | 1.000 | 13.0 | 3.3  | 2.3  | 0.7 |
| 1983-84   | 31   | Washington Bullets | NBA  | 4  | 42  | 4   | 16  | 0   | 0  | 1   | 2  | 1     | 2   | 3    | 0   | 0   | 1   | 6  | 9   | .250 |      | .500  | 10.5 | 2.3  | 0.5  | 0.8 |
| 1984-85   | 32   | Washington Bullets | NBA  | 1  | 7   | 0   | 4   | 0   | 1  | 0   | 0  | 3     | 5   | 1    | 0   | 0   | 0   | 1  | 0   | .000 | .000 |       | 7.0  | 0.0  | 5.0  | 1.0 |
| 1985-86   | 33   | Washington Bullets | NBA  | 4  | 54  | 8   | 16  | 0   | 0  | 0   | 0  | 1     | 5   | 7    | 3   | 0   | 2   | 2  | 16  | .500 |      |       | 13.5 | 4.0  | 1.3  | 1.8 |
| Total     |      |                    | NBA  | 26 | 430 | 58  | 132 | 0   | 1  | 23  | 29 | 30    | 83  | 22   | 10  | 3   | 20  | 50 | 139 | .439 | .000 | .793  | 16.5 | 5.3  | 3.2  | 0.8 |